# 奧牙芝麻蝸牛
奧牙芝麻蝸牛（学名：Diplommatina occulodentata）为芝麻蝸牛科芝麻蝸牛屬下的一个种:80，棲息於台灣中部。